# Ringformat datanät

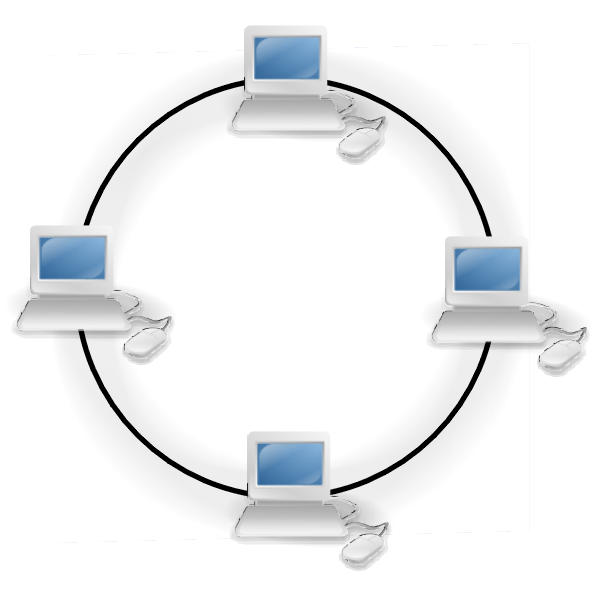
Ett ringformat datanät med fyra noder

En ringtopologi eller s.k. token-ring är en punkt-till-punkt-förbindelse mellan varje granndator där trafiken endast går åt ett håll. Fysiskt är alla datorerna kopplade till en MAU (Multistation Access Unit) eller en MSAU. Det är bara datorerna som tror att de sitter kopplade i en ring.

## Fördelar
- En lätt topologi att strukturera upp.
- Relativt billig då det inte går åt så mycket kabel
- Nätverket kan motstå ett kabelfel eftersom data kan löpa i två riktningar

## Nackdelar
- Två kabelfel resulterar i att nätverket slutar fungera.